# Giancarlo Petrangeli
Giancarlo Petrangeli (Rieti, 18 aprile 1954) è un ex calciatore italiano, di ruolo difensore.

## Carriera
Dopo gli esordi con quattro stagioni in Serie D con Rieti e Viareggio, nel 1978 passa al Livorno dove disputa tre campionati di Serie C.
L'anno successivo si trasferisce alla Sambenedettese disputando sei stagioni nel campionato di Serie B, con 193 presenze e 2 reti. Gioca l'ultimo anno della carriera con il Monopoli in Serie C1.